# Punta di Marzèl di Mezzo
La Punta di Marzèl di Mezzo (in tedesco Mittlere Marzellspitze 3.532 m s.l.m.) è una montagna delle Alpi Retiche orientali (sottosezione Alpi Venoste). Si trova lungo la linea di confine tra l'Italia e l'Austria.

## Rifugi
- Martin-Busch-Hütte - 2.501 m